# اچ‌ام‌اس پیکاک (۱۸۰۶)
اچ‌ام‌اس پیکاک (۱۸۰۶) (به انگلیسی: HMS Peacock (1806)) یک کشتی بود که طول آن ۱۰۰ فوت ۳ اینچ (۳۰٫۶ متر) بود. این کشتی در سال ۱۸۰۶ ساخته شد.